# مهندسی بیمارستان
رشته مهندسی بیمارستان برای آشنایی مهندسان با تخصص طراحی و ساخت بیمارستان‌ها توسط وزارت بهداشت ایجاد شده است. در سال ۱۳۹۲ برای نخستین بار در کشور آزمون کارشناسی ارشد رشته مهندسی بیمارستان از طریق کنکور ارشد وزارت بهداشت برگزار شد و دانشگاه‌های علوم پزشکی ایران (دانشکده مدیریت و اطلاع آموختگان رشته‌های مهندسی معماری، عمران و شهرسازی مجاز به شرکت در این آزمون بودند. اما در آزمون امسال تغییراتی در منابع آزمون، دروس و همچنین رشته‌های مجاز به شرکت در آزمون به وجود آمده است. در سال ۱۳۹۴ کنکور این رشته به طور مشترک توسط وزارت علوم و وزارت بهداشت برگزار شد که دو دانشگاه صنعتی امیرکبیر و دانشگاه علم و صنعت ایران اقدام به اعلام ظرفیت پذیرش نمودند.
در سال تحصیلی ۹۴-۹۵ تنها دانشکده معماری و شهرسازی دانشگاه علم و صنعت ایران پذیرایی دانشجویان ارشد مهندسی بیمارستان می باشد .
در سال ۱۳۹۴ فارغ التحصیلان مقطع کارشناسی یا بالاتر رشته های  مهندسی عمران،معماری،شهرسازی،مکانیک،مهندسی پزشکی مجاز به ثبت نام در کنکور کارشناسی ارشد مهندسی بیمارستان شدند
از سال ۱۳۹۵ کنکور این رشته حذف شد و بر اساس مصوبه وزارت علوم این رشته از کد گروه رشته های کارشناسی ارشد در دفترچه کنکور سراسری برای همیشه حذف گردیده شد.